# 230 volt-stik
230 volt-stikket, tidligere 220 volt, bruges til at trække strøm fra en stikkontakt i væggen eller en stikdåse gennem en ledning til et apparat.
Stikket skal overholde en række krav og normer i henhold til EU-regler om blandt andet sikkerhed.
Standarden for en dansk stikprop er beskrevet i DEMKO-specifikationens afsnit 107-2-D1 og bruges kun i Danmark, Færøerne og Grønland.
De danske stik ligner de tysk/franske kombistik CEE 7/7, men jordforbindelsen skabes med et 3. ben. CEE 7/7 kan bruges i danske stikkontakter, men vil ikke blive jordet. Stikkene i Danmark kan maksimalt belastes med 13 A/250 V, men man skal følge fabrikantens anvisninger.
Til computerbrug er der udviklet en afart af det danske stik med "flade" skråtstillede ben, der forhindrer de almindelige runde stik i at blive sat i en computerstikdåse.
Stik kan være anderledes opbygget i andre lande, både som næsten identiske og som meget anderledes modeller.

## Ledningsfarver i danske el-installationer
| Fra år | L1     | L2        | L3     | N       | PE       |
| Fra år | R      | S         | T      | 0       | J        |
| Fra år | Fase 1 | Fase 2    | Fase 3 | Nul     | Jord     |
| ------ | ------ | --------- | ------ | ------- | -------- |
| 2004   | Brun   | Sort      | Grå    | Lyseblå | Grøn-gul |
| 1973   | Brun   | Sort-hvid | Sort   | Lyseblå | Grøn-gul |
| ~1955  | Hvid   | Hvid      | Hvid   | Sort    | Rød      |
| ~1925  | Hvid   | Hvid      | Hvid   | Sort    | Sort     |
| ~1890  | Sort   | Sort      | Sort   | Sort    | Sort     |

Farverne til L1-3 er kun en anbefaling. Der må benyttes alle farver undtagen gul/grøn. N skal være lyseblå og PE skal være gul/grøn.
Se også:
- Ledningsfarver i resten af verden.
- Ledningsfarver på cubus-adsl.dk Arkiveret 14. september 2017 hos  Wayback Machine

## Ophævelse af monopol
Pga. den særlige danske standard har der hidtil været en monopolagtig tilstand vedr. salg af stikkontakter til installation i danske hjem. Men Sikkerhedsstyrelsen besluttede, at der pr. 1. juli 2008 kunne installeres stikkontakter produceret efter fransk-belgisk standard i danske ejendomme .
Fra 2011 kunne stikkontakter efter Schuko-standarden (tysk Schutzkontakt for "beskyttelseskontakt") også installeres.
Hidtil har firmaet Lauritz Knudsen domineret det danske el-marked med en andel på over 60 %.
Lauritz Knudsen A/S er i dag ejet af det franske firma Schneider Electric SA.

## Schuko
Schuko eller sidejord er et system af stikkontakter og stikpropper til vekselstrøm. Stikproppen er rund og består af to ben på 4,8 mm i diameter (19 mm lange og 19 mm imellem) for fase- og nul-leder, samt en kontaktflade i toppen og bunden for beskyttelsesleder. Stikkontakten er undersænket og har udover de to huller til benene også en clips i toppen og bunden til kontaktfladen til beskyttelseslederen. Derudover er der små hakker på siderne som i stikkontakten forhindrer indsætning at andre typer lignende stikpropper. Schukostik bruges normalt i 230 V, 50 Hz kredse ved strømme op til 16A.
Schuko har oprindelse i Tyskland, men bruges mange steder i Europa, og blev godkendt til installation i Danmark i 2011. 
De fleste apparater i Europa som kræver jordforbindelse bliver leveret med et CEE 7/7 “hybrid”-stik som er kompitabel med begge typer.
“Schuko” kommer fra den tyske betegnelse Schutzkontakt som betyder beskyttelseskontakt.
Standarden for en schuko-stikkontakt beskrives som CEE 7/3 og en stikprop som CEE 7/4.

## Pindjord
Pindjord (fransk-belgisk standard) minder om Schuko, men har i stedet for clips til beskyttelseslederen et hanben på stikkontakten og på stikproppen et tilsvarende hul. Pindjord har oprindelse i Frankrig, men bruges bl.a. også i Belgien. Pindjord blev lovligt i Danmark i 2008.

## Schuko og pindjord i Danmark
Der er således faktisk tre forskellige stikkontaktsystemer i Danmark, hvilket er usædvanligt i den vestlige verden. Schuko- og pindjordskontakter har endnu ikke opnået stor popularitet i Danmark, men bruges nogle gange til f.eks. hvidevarer, da de ofte kommer med CEE 7/7 stikprop. Stikkontakterne er ikke kompatible med danske 3-benede stikpropper. Men omvendt passer stikpropper til schuko/pindjord i den danske type K-stikkontakt, dog bliver beskyttelseslederen ikke ført med. Det anbefales, at man skifter stikproppen eller stikkontakten til en kompatibel type således, at beskyttelseslederen bliver ført med til apparatet. 

## Galleri
- Dansk 107-2-D1, standard DK 2-1a, trebenet stik. Jordbenet er halvt rundt.
- CEE 7/4 standard (Schuko).
- CEE 7/6 fransk-belgisk Type E standard.
- CEE 7/7 standard (hybrid mellem Schuko og fransk-belgisk standard).
- Tre-benet britisk stik med jordforbindelse.
- Italiensk 10A stik.
- Schweizisk standard Type J, SEV 1011.